# Mercedes-Benz C291
La Mercedes-Benz C291 è uno Sport Prototipo da competizione conforme alla normativa tecnica FIA categoria Gruppo C classe Sport 3,5 litri, venne schierato dalla omonima casa automobilistica tedesca tramite la scuderia elvetica Sauber nel Campionato Mondiale Sport Prototipi 1991.

## Contesto
Agli inizi degli anni 90, la FIA decise di varare un nuovo regolamento tecnico per i prototipi, esso disciplinava soprattutto i propulsori delle vetture, che in precedenza erano spinte da motori senza vincoli di cilindrata e tipo di alimentazione ma con un limite massimo di consumo carburante, mentre con la nuova normativa si passava a motori con cilindrata massima di 3,5 litri esclusivamente ad alimentazione atmosferica e privi di limiti inerenti al consumo di benzina. I nuovi motori erano del tutto simili e conformi alle specifiche tecniche dei propulsori all'epoca impiegati in Formula 1. La squadra Sauber-Mercedes campione del mondo nel 1990 con la Mercedes-Benz C11, progettò quindi una nuova vettura per il campionato del 1991, seguendo i regolamenti FIA Gruppo C classe Sport 3,5 litri.

## Caratteristiche tecniche

### Motore
La vettura è mossa da un motore V12 a cilindri contrapposti con un angolo tra le bancate di 180°, realizzato dalla Mercedes-Benz e denominato M-291, concepito con questa architettura per abbassare il più possibile il baricentro. La cilindrata è di 3.500 cm³, il monoblocco e le testate sono realizzate in lega d'alluminio, la distribuzione è a 4 valvole per cilindro, il sistema di alimentazione è dotato di un impianto di iniezione elettronica fornito dalla Bosch. Il motore viene alimentato tramite due prese d'aria dinamiche poste lateralmente in prossimità del montante centrale, i collettori di aspirazione hanno un collocazione insolita, sono posti all'esterno della V di 180°, mentre i collettori di scarico sono all'interno. Al debutto in corsa era in grado di sviluppare 580 CV, in seguito a metà campionato fu introdotta una evoluzione che erogava 640 CV, a fine stagione il propulsore toccò i 680 CV a 12.500 giri/min.

### Telaio e corpo vettura

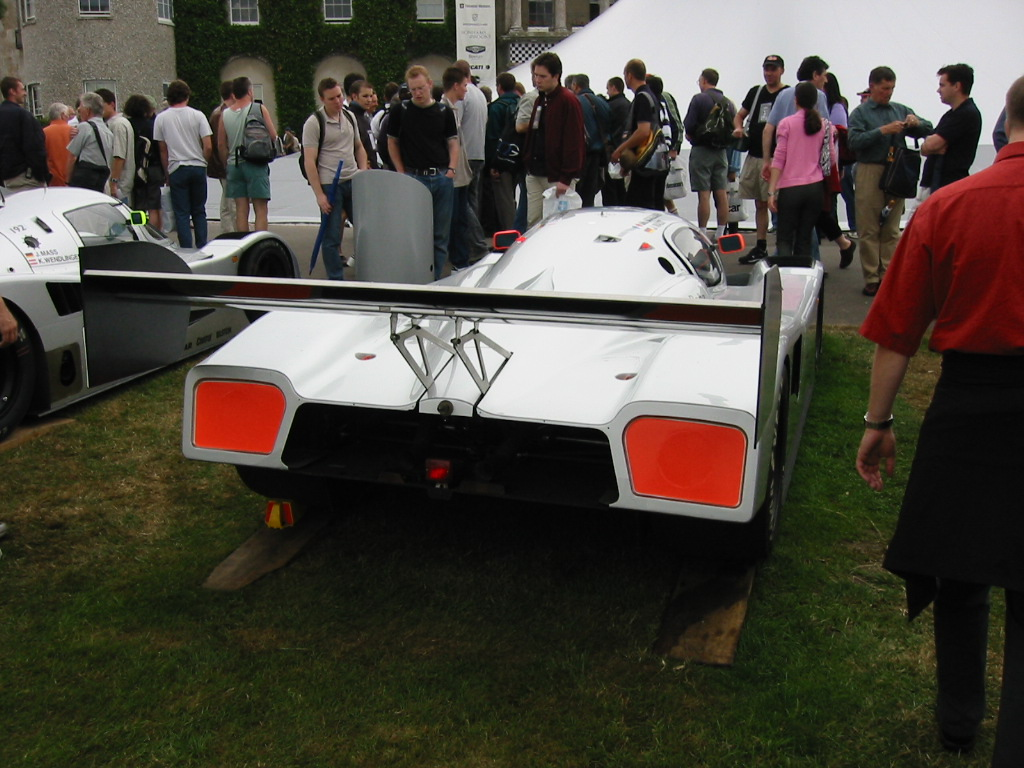
Veduta posteriore della C291

Il propulsore è montato in posizione centrale posteriore, assieme al cambio e al differenziale sono inclinati orizzontalmente per migliorare l'aerodinamica del fondo vettura, il telaio è una monoscocca in fibra di carbonio, la carrozzeria è in kevlar e fibra di carbonio, la trasmissione della potenza è affidata ad un cambio manuale a 5 rapporti e la trazione è posteriore, il peso totale del corpo vettura è di circa 750 kg. Le sospensioni presentano uno schema a triangoli sovrapposti con ammortizzatori di tipo push rod. I radiatori di acqua ed olio sono collocati all'interno delle fiancate, le prese d'aria e i condotti di ventilazione per il loro raffreddamento sono inglobati nelle portiere con apertura a farfalla, l'aria proveniente dal muso della vettura suddivisa in due flussi tramite una paratia centrale, viene convogliata nelle fiancate per poi essere espulsa tramite due grossi sfoghi d'aria posti prima delle ruote posteriori. Sul cofano motore una piccola presa d'aria di tipo Naca, permette il raffreddamento del radiatore dell'olio della trasmissione, collocato sopra il cambio.

### Aerodinamica
La concezione aerodinamica della vettura è stata studiata con il preciso obiettivo da parte degli ingegneri di ricavare nel fondo vettura un diffusore molto più ampio delle vetture rivali e ottenere quindi valori di deportanza superiori. Diversamente dagli altri prototipi che dispongono di un diffusore posteriore suddiviso nella parte iniziale in due canali dalla presenza al centro del motore e del cambio, sulla Mercedes-Benz C291 l'intero gruppo motore-trasmissione-differenziale è stato inclinato in avanti di alcuni gradi rispetto al piano orizzontale, lo spazio libero nel mezzo sotto il propulsore consente di ottenere un diffusore con una conformazione ininterrotta.

La scelta del motore piatto è stata la più opportuna per cercare di abbassare il più possibile il baricentro, in quanto la soluzione del motore inclinato comporta un notevole spostamento di massa verso l'alto soprattutto nel caso di un propulsore con un frazionamento a V stretta, schema visto in precedenza sulla Aston Martin AMR1 del 1989 con un più tradizionale V8 a 90°. Gli organi meccanici così inclinati, hanno consentito di ottenere una sezione maggiore del diffusore incrementando il flusso d'aria nel fondo vettura e di conseguenza la deportanza. Rispetto alla precedente Mercedes-Benz C11, il carico aerodinamico è aumentato, quest'ultimo raggiunge i seguenti valori:
- 1576 kg a 240 km/h, con una resistenza aerodinamica di 315 kg
- 2270 kg a 290 km/h, con una resistenza aerodinamica di 454 kg
- 2802 kg a 320 km/h, con una resistenza aerodinamica di 560 kg

## Risultati sportivi
La Mercedes C291, prima ancora di debuttare in corsa, manifestò seri problemi di affidabilità durante i test di sviluppo, dovuti soprattutto alla particolare conformazione del propulsore; per questo motivo il team gareggiò nelle prime corse del mondiale con la vecchia C11 ed un solo esemplare di C291. Il prototipo fece il suo debutto alla 430 km di Suzuka del 1991, ma si ritirò per noie al motore, oltretutto meno potente dei rivali; anche nella seconda gara la macchina fu costretta al ritiro.
Il primo risultato utile fu il secondo posto nella terza prova di campionato a Silverstone. Partecipò anche alle prove di qualificazione della 24 Ore di Le Mans 1991, ma la squadra, consapevole della poca affidabilità, non la schierò in corsa, gareggiando con la più collaudata C11. Dopo l'appuntamento di Le Mans, la squadra ritenne la C291 abbastanza sviluppata e decise di schierarne due esemplari, sostituendo così le vecchie C11; tuttavia nelle successive 3 prove di campionato collezionò solamente ritiri. Il prototipo ottenne una sola vittoria in occasione dell'ultima prova di campionato sul circuito di Autopolis, con i piloti Michael Schumacher e Karl Wendlinger.
Il team Sauber Mercedes terminò il campionato del mondo costruttori al terzo posto alle spalle di Jaguar e Peugeot.
I magri risultati sportivi ottenuti dalla C291 delusero le aspettative dei tecnici Mercedes, essi avevano già iniziato a sviluppare una nuova e più radicale vettura per il campionato 1992: un prototipo denominato Mercedes-Benz C292, evoluzione della C291, con soluzioni aerodinamiche ispirate alla Jaguar XJR-14, tuttavia la Mercedes-Benz decise di abbandonare il Gruppo C e di gareggiare in Formula 1 assieme alla Sauber fornendole i motori a partire dal 1993, abbandonando il problematico motore V12 di 180°, in favore di un più convenzionale motore V10, inizialmente però schierato sotto le insegne della Ilmor.